# SE7EN (電視節目)
《SE7EN》是香港電視娛樂製作的真人騷節目，2016年4月10日至6月5日逢星期日21:30-22:30於ViuTV播放第一季，第二季於2017年1月7日至3月25日逢星期六21:30-22:30播放。
節目由七位年青人擔任主持，一起挑戰一些狂想，透過合力實現兒時夢想的過程，讓大家重拾夢想，重拾童年時心底的熱血和對世界的好奇。
第二季七位主持主要是挑戰一些大型賽事及團體活動，從而發揮各主持之間的團隊合作精神。

## 主持
| 中文姓名 | 英文姓名 | 年齡 | 參與季度 | 節目內綽號       |
| -------- | -------- | ---- | -------- | ---------------- |
| 陳子豐   | Colin    | 36   | 1-2      | Uncle豐          |
| 駱振偉   | Thor     | 32   | 1-2      | 領袖             |
| 陳俞希   | Hailey   | 28   | 1-2      | 懵懵             |
| 黃奕晨   | Dixon    | 26   | 1-2      | 少爺仔           |
| 岑樂怡   | Bonde    | 24   | 1-2      | 阿妹             |
| 朱鑑然   | Kevin    | 28   | 1        | 朱仔             |
| 楊偲泳   | Renci    | 23   | 1-2      | 鴨巴甸街仙氣女神 |
| 余曉彤   | Hidy     | 28   | 2        |                  |

## 各集主題

### 第一季
| 集數 | 播映日期 | 主角      | 節目標題                    | 夢想內容                                | 地點                                                 | 最終結果                                                             |
| 1    | 4月10日  | 岑樂怡    | 紙船過大海                  | 用紙製船渡海                            | 西貢內海鹽田梓                                       | 結果 成功                                                            |
| 2    | 4月17日  | 陳俞希    | 輕功水上飄                  | 利用普通氣球往水上行走                  | 吐露港白鷺湖                                         | 結果 成功 總計使用了氦氣球394個，包括在起點時的380個及在中途加了14個 |
| 3    | 4月24日  | 朱鑑然    | 因乜X事跑跑跑               | 一日內跑過30條斜路                      | 中西區半山、南區、山頂、凌霄閣                       | 結果 成功                                                            |
| 4    | 5月1日   | 陳子豐    | 一飛沖天                    | 載人水火箭升空                          | 榕樹澳魚排                                           | 結果 失敗                                                            |
| 4    | 5月1日   | 黃奕晨    | 香港179登島之旅(1)          | 八日內登上香港179個離島                 | 香港島嶼（沙頭角）                                   | 結果 進度：13/179                                                    |
| 5    | 5月8日   | 黃奕晨    | 香港179登島之旅(2)          | 八日內登上香港179個離島                 | 香港島嶼（沙頭角等）                                 | 結果 進度：39/179                                                    |
| 5    | 5月8日   | 駱振偉    | 小巴狂奔                    | 跑得比火車快 （熱身任務：跑得比小巴快） | 竹園北邨至黃大仙站 （九龍區專線小巴38M線）           | 結果 成功                                                            |
| 6    | 5月15日  | 駱振偉    | 挑戰火車速度                | 跑得比火車快 與火車進行100米賽跑        | 大學站 （東鐵線往紅磡方向）                          | 結果 成功                                                            |
| 6    | 5月15日  | 黃奕晨    | 香港179登島之旅(3)          | 八日內登上香港179個離島                 | 香港島嶼（香港島、鴨脷洲、西貢區等）                 | 結果 進度：79/179 部份島嶼因風浪問題沒有登岸                         |
| 7    | 5月22日  | SE7EN全體 | SE7EN大戰拔河隊             | 與香港拔河代表隊進行合共七個回合比拼    | ViuTV錄影廠                                          | 結果 失敗 以局數3:4落敗                                              |
| 7    | 5月22日  | 黃奕晨    | 香港179登島之旅(4)          | 八日內登上香港179個離島                 | 香港島嶼（西貢區、香港地質公園、吐露港等）           | 結果 進度：116/179 部份島嶼因地質保護問題沒有登岸                    |
| 8    | 5月29日  | 黃奕晨    | 登陸全港179個島嶼最終戰     | 八日內登上香港179個離島                 | 香港島嶼（青衣島、赤鱲角、大嶼山、屯門、香港南區等） | 結果 成功 部份島嶼因風浪問題沒有登岸                                 |
| 9    | 6月5日   | 楊偲泳    | 挑戰垃圾灣 清走數以噸計垃圾 | 清走垃圾灣上所有垃圾                    | 白沙洲、鶴咀、石澳垃圾灣                             | 結果 成功 清理近半公噸垃圾                                           |

### 第二季
| 集數 | 播映日期 | 主角                                           | 節目標題                  | 夢想內容 | 地點                                           | 最終結果 |
| 1    | 1月7日   | 陳子豐                                         | 陳子豐再次挑戰升空夢想！  | 把自己升上天空 （再次挑戰第一季的夢想）                                                                                                   | 西環貨物裝卸區                                 | 結果 成功 因腰痛問題，在特技人試跳時曾經萌生放棄的念頭 |
| 2    | 1月14日  | 駱振偉、陳俞希、黃奕晨、余曉彤                 | SE7EN毅行者挑戰（1）      | 毅行者100公里山路比賽賽前操練 | 麥理浩徑                                       | 結果 進行中 陳俞希因體力不支而被其他組員勒令退出 本任務於ViuTV的Facebook專頁提供直播                                                                         |
| 2    | 1月14日  | SE7EN全體                                      | 人力飛機大賽（1）         | 接受Red Bull Flugtag飛行日之挑戰，學習設計及試砌人力飛機                                                                                  | 烏溪沙青年新村                                 | 結果 進行中 本任務於ViuTV的Facebook專頁提供直播 |
| 3    | 2月4日   | SE7EN全體                                      | 人力飛機大賽（2）         | 試砌人力飛機，並進行試驗，SE7EN全體進行賽前準備工作                                                                                       | 烏溪沙青年新村                                 | 結果 進行中 本任務於ViuTV的Facebook專頁提供直播 |
| 3    | 2月4日   | 陳子豐、駱振偉、陳俞希、黃奕晨、岑樂怡、楊偲泳 | 24小時不睡眠挑戰          | 因應挑戰毅行者而作出24小時不睡眠挑戰，期間需要進行多項任務，未能完成任務則要接受懲罰 （嘉賓：KB）                                         | 梅窩渡假屋                                     | 結果 失敗 黃奕晨及駱振偉代表全體受罰，黃奕晨飲下混合昆蟲的特飲，駱振偉吃下水曱甴                                                                             |
| 4    | 2月11日  | SE7EN全體                                      | SE7EN挑戰拉動數十噸民航機 | SE7EN全體連同嘉賓、香港拔河代表隊隊員、香港航空代表及宣明會代表合共40人挑戰拉動A320飛機 （嘉賓：梁梓禧、李靖筠、項明生、仇多明、Jerry.C） | HAECO飛機維修廠房                              | 結果 成功 SE7EN七人拉飛機紀錄為22米（連同嘉賓及其他代表合共拉動47米） 本任務於ViuTV的Facebook專頁提供直播                                                    |
| 5    | 2月18日  | 駱振偉、黃奕晨、余曉彤、梁諾妍                 | SE7EN毅行者挑戰（2）      | 毅行者100公里山路比賽 （嘉賓：陳炳銓） | 麥理浩徑                                       | 結果 成功 以44小時多完成全程 本任務於ViuTV的Facebook專頁提供直播                                                                                             |
| 6    | 2月25日  | SE7EN全體                                      | 人力飛機大賽（3）         | 進行Red Bull Flugtag飛行日正式比賽 | 啟德郵輪碼頭                                   | 結果 成功 飛行距離為7米，總得分數為46分(50分為滿分) 楊偲泳在比賽時受傷，疑曾短暫失憶 本任務於ViuTV的Facebook專頁提供直播                                     |
| 7    | 3月11日  | SE7EN全體                                      | 反應大考驗 閃避球對決     | 與學校閃避球隊學生進行兩個回合閃避球比拼（每個回合5分鐘）以測試各人的反應能力                                                             | 聖公會蔡功譜中學籃球場                         | 結果 失敗 第一回合以3:5落敗 第二回合以0:4落敗 岑樂怡只比賽第一回合，之後因參加ViuTV籃球賽離開大隊                                                            |
| 7    | 3月11日  | 黃奕晨                                         | 肥海參渡海大挑戰（1）     | 渡海泳游泳測試前熱身（合格要求為在45分鐘之內游畢1500米）                                                                                  | 烏溪沙青年新村泳池                             | 結果 成功 以36分30秒完成 |
| 8    | 3月18日  | 黃奕晨、余曉彤、楊偲泳                         | 肥海參渡海大挑戰（2）     | 渡海泳游泳正式測試（合格要求為在45分鐘之內游畢1500米）                                                                                    | 城門谷游泳池                                   | 結果 黃奕晨與李致和同時測試，游到中途腿部抽筋，以37分鐘完成（成功，李致和則以22分鐘完成） 余曉彤以41分41秒完成（成功） 楊偲泳只能以49分44秒完成800米（失敗） |
| 8    | 3月18日  | 黃奕晨、余曉彤                                 | 肥海參渡海大挑戰（2）     | 維港渡海泳正式比賽 | 維多利亞港（由鯉魚門三家村碼頭游到鰂魚涌公園） | 結果 成功 黃奕晨以2小時完成 余曉彤以2小時20分完成 楊偲泳因未能通過賽前游泳測試，未能參加比賽                                                                 |
| 9    | 3月25日  | 陳子豐、駱振偉、黃奕晨、岑樂怡、楊偲泳、余曉彤 | 鹹蛋超人拯救地球          | 邀請了120位小朋友及家長一同玩遊戲及表演互動真人騒《咸蛋超人打怪獸》，宣揚環保訊息 （舞台總監：陳炳銓）                                    | ViuTV錄影廠                                    | 結果 成功 陳俞希因放假外遊而缺席本集 |

## 備註
1. ↑  .   [2016-05-27]. （原始内容存档于2016-06-30）.
2. ↑  .   [2017-01-15]. （原始内容存档于2017-01-31）.
3. 1 2  以ViuTV官方重温為凖
4. ↑  .   [2017-09-06]. （原始内容存档于2016-06-06）.
5. ↑  .   [2016-12-24]. （原始内容存档于2016-12-24）.
6. ↑  .   [2017-01-08]. （原始内容存档于2017-01-08）.
7. ↑  Red Bull飛行日釀14傷 2人曾失憶

## 外部連結
- ViuTV官方網站（SE7EN）（页面存档备份，存于）
- ViuTV官方網站（SE7EN 2）（页面存档备份，存于）

| 香港ViuTV 星期日 21:30 - 22:30 | 香港ViuTV 星期日 21:30 - 22:30               | 香港ViuTV 星期日 21:30 - 22:30 |
| ------------------------------ | -------------------------------------------- | ------------------------------ |
|                                | SE7EN （2016年4月10日 - 6月5日）             |                                |
| （頻道啟播）                   | 民王 特別篇（20:30-22:30） （2016年6月12日） |                                |

| 香港ViuTV 星期六 21:30 - 22:30 · 2017年1月21日至28日及3月4日 暫停播映 · 2017年3月11日 21:45-22:45 | 香港ViuTV 星期六 21:30 - 22:30 · 2017年1月21日至28日及3月4日 暫停播映 · 2017年3月11日 21:45-22:45 | 香港ViuTV 星期六 21:30 - 22:30 · 2017年1月21日至28日及3月4日 暫停播映 · 2017年3月11日 21:45-22:45 |
| ------------------------------------------------------------------------------------------------- | ------------------------------------------------------------------------------------------------- | ------------------------------------------------------------------------------------------------- |
|                                                                                                   | SE7EN 2 （2017年1月7日 - 3月25日）                                                                |                                                                                                   |
| ShowTime我主場演唱會 （20:30-22:30） （2016年12月31日）                                           | 林奕匡 - Phil Like... Live 2017 （20:30-22:30） （2017年4月1日）                                  |                                                                                                   |